# Ludwig Simon (Politiker, 1819)
Ludwig (Gerhard Gustav) Simon (auch bekannt als Simon von Trier; * 20. Februar 1819 in Saarlouis; † 2. Februar 1872 in Montreux, Schweiz) war ein deutscher Politiker, Revolutionär 1848/49 und Mitglied der Frankfurter Nationalversammlung.

## Leben

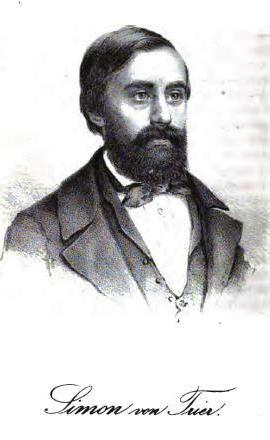
Ludwig Simon

Ludwig Simon, Abgeordneter der Frankfurter Nationalversammlung. Foto Jacob Seib, 1848

Ludwig Simon war der Sohn von Thomas Simon und Susanna Auguste Walther. 1836 erwarb er sein Abitur am Gymnasium zu Trier. Am 26. Oktober desselben Jahres immatrikulierte er sich an der Rheinischen Friedrich-Wilhelms-Universität Bonn, an der er bis 1839 Rechts- und Kameralwissenschaften studierte. Er war Mitglied der Burschenschaft Ruländer Bonn (1837) und Gründungsmitglied des Corps Palatia Bonn (1838). 1839/40 leistete er seinen Wehrdienst in Trier und trat danach als Landgerichtsreferendar in den preußischen Staatsdienst ein. Ab 1848 war er Rechtsanwalt in Trier. 1845 wurde er Leutnant der preußischen Landwehr.
Wahrscheinlich gehörte er bereits als Referendar zu einem Kreis oppositioneller Juristen im Umfeld des Trierer Landgerichts, da diese Aktivitäten aber notwendigerweise im Verborgenen stattfinden mussten, ist nur wenig darüber bekannt. Mit einem im Elberfelder Kreisblatt anonym veröffentlichten Spottgedicht mokierte sich Simon jedenfalls über eine 1845 ergangene Anordnung des Trierer Landgerichtspräsidenten Joseph Rive (1771–1864), mit der dieser „den Auskultatoren, Referendaren etc. die Entfernung ihrer ihm mißliebig gewordenen Bärte“ befohlen hatte. Ludwig Simon selbst berichtete später, dass vor allem Staatsprokurator Joseph Schornbaum, der später wegen oppositioneller Einstellung in den vorzeitigen Ruhestand versetzt wurde, sein Mentor gewesen sei. Ab 1848 trat Simon verstärkt politisch in Erscheinung, unter anderem als Verfasser der Trierer Protestadresse, Delegierter im Fünfzigerausschuss und Mitglied der Trierer Bürgerwehr.
Vom 18. Mai 1848 bis zum Ende des Rumpfparlaments am 18. Juni 1849 vertrat er Trier in der Frankfurter Nationalversammlung (Fraktion Donnersberg). Ab dem 8. Juni war er Mitglied des vom Rumpfparlament eingesetzten Fünfzehnerausschusses zur Durchsetzung der Reichsverfassung und bekleidete im Badischen Aufstand die Funktion des Reichskommissars der Reichsregentschaft im Schwarzwald.
Bereits im September 1848 hatte er am Frankfurter Aufstand teilgenommen; die Nationalversammlung lehnte aber die beantragte Aufhebung seiner Immunität ab.
Nach der Niederschlagung der Badischen Revolution floh er im Juli 1849 in die Schweiz.
Aufgrund seiner Zugehörigkeit zum Rumpfparlament wurde vom Assisengericht Trier am 7. Januar 1851 unter dem Vorsitz von Karl Hermann Zweiffel die Todesstrafe wegen angeblichen Hochverrats (Teilnahme am Rumpfparlament) sowie wegen Desertion (Nichtbefolgung der Einberufung) in Abwesenheit des Angeklagten verhängt. Seine Familie musste die Prozesskosten zahlen. Das Urteil wurde am 16. Januar 1851 symbolisch auf dem Trierer Hauptmarkt vollstreckt: Simons Name und der Urteilstext wurden vom Henker an einem Schandpfahl befestigt, wie wenig sich die Bevölkerung von ihrer Verehrung für Simon abbringen ließ, zeigte sich daran, dass man in der Nacht die Namenstafel heimlich mit Rosen schmückte. 1861 lehnte die preußische Regierung seine Begnadigung unter Hinweis auf die Desertion als Offizier ab, Ludwig Simon hätte an die Gnade des preußischen Königs appellieren müssen, was er aber zeitlebens ablehnte. Allerdings erbat und erhielt er 1863 durch Vermittlung des preußischen Gesandten in Paris Robert von der Goltz eine besondere Erlaubnis des Königs, um seine Mutter in Trier am Sterbebett besuchen zu können. 1855 hatte Simon in zwei Bänden seine Erinnerungen veröffentlicht und war nach Paris gegangen, wo er eine Anstellung in einem Bankhaus erhalten hatte. Später machte er sich mit einer eigenen kleinen Bank selbstständig und erwarb ein gewisses Vermögen.
Ebenfalls 1855 veröffentlichte er anonym eine Sammlung von Reden und Aussprüchen des preußischen Königs Friedrich Wilhelms IV. in denen er, ohne sie zu verfälschen oder zu kürzen, durch geschickte Anordnung und Hervorhebung ihren teilweise recht geringen Sinngehalt und erhebliche Widersprüche sichtbar machte.
Am 16. März 1870 heiratete er in Menton die dreißig Jahre jüngere Marie Schmidlin. Vor Ausbruch des Deutsch-Französischen Krieges musste Ludwig Simon Paris verlassen, da er eine Internierung durch die Franzosen oder, bei einer Einnahme der Stadt durch deutsche Truppen, seine Verhaftung befürchten musste. Das Ehepaar Simon ließ sich in Montreux nieder, wo am 23. Juli 1871 die Tochter Friederike geboren wurde.
Am 2. Februar 1872 starb Ludwig Simon an einer Magenkrankheit, die schon während der Exilszeit fast zum Tode geführt hatte. Kurz zuvor schrieb er noch an Carl Vogt: „Ich spüre noch nicht so viel Bismarcksche Fäulnis in mir, daß ich schweigen möchte zu allem, was vorgeht. Haben wir für die Freiheit und die Einheit gestritten unser Leben lang, und haben sie Einheit ohne die Freiheit gemacht, da wollen wir ihnen so lange in die Ohren schreien um die Freiheit, bis sie endlich hören oder ihnen das Trommelfell zerspringt. Hoffentlich kommen andere und helfen uns schreien, bevor wir heiser geworden sind.“
In seiner Heimatstadt Trier wurden 1958 eine Straße und 1973 eine Realschule nach ihm benannt. Die im Stadtteil Heiligkreuz gelegene Ludwig-Simon-Realschule wurde im Jahr 2010 mit der benachbarten Cusanus-Hauptschule, benannt nach Nikolaus von Kues, zu einer Integrierten Gesamtschule (IGS) ohne Namensbezug zusammengeschlossen.

## Werke
- Rede des Abgeordneten Simon von Trier über die Verlegung und Vertagung der preußischen National-Versammlung (119. Sitzung am 20. November 1848). Druck von F. W. Koscky, Frankfurt a. O. 1848 (books.google.de).
- Ein Wort des Rechts für alle Reichsverfassungs-Kämpfer. An die deutschen Geschwornen. Rütten, Frankfurt am Main 1849 (books.google.de).
- Zur Kritik des deutschen Parlaments und dessen Kritik. In: Deutsche Monatsschrift fur Politik, Wissenschaft, Kunst und Leben. Hrsg. von Adolf Kolatschek. Hoffmann, Stuttgart 1850, Heft 3, S. 443–476 und Heft 4, S. 78–103, Teil I (Digitalisat), Schluß Teil I (opacplus.bsb-muenchen.de).
- Das allgemeine Stimmrecht und die Arbeiterdictatur. In: Deutsche Monatsschrift fur Politik, Wissenschaft, Kunst und Leben. Hrsg. von Adolf Kolatschek. Hoffmann, Stuttgart 1851, S. 279–292 (books.google.de).
- Anonym [Ludwig Simon]: Leben und Wirken Sr. Majestät Friedrich Wilhelm des Vierten, König von Preußen. Erster Theil: Reden und Trinksprüche Sr. Majestät. Leipzig 1855.
- Aus dem Exil. 2 Bände., Ricker, Gießen 1855 (books.google.de).
- Deutschland und seine beiden Großmächte. In: Ludwig Walesrode (Hrsg.): Demokratische Studien. Band 1. Otto Meißner, Hamburg 1860, S. 203–230. MDZ Reader
- Anonym [Ludwig Simon]: So sprach der König. Reden, Trinksprüche, Proclamationen, Botschaften, Kabinets-Ordres, Erlasse etc. Friedrich Wilhelms IV., Königs von Preußen. Denkwürdigkeiten aus und zu Allerhöchstdessen Lebens- und Regierungsgeschichte vom Jahre 1840–1854 in systematisch geordneter Zusammenstellung. Mit dem Bildnisse seiner Majestät. Neue, sehr vermehrte und vervollständigte, wohlfeilere Ausgabe. Stuttgart 1861 (archive.org).
- Meine Desertion. Ein Zeitbild in Rahmen des preußischen Gottesgnadenthums. Selbstverlag (In Coõn bei R. Baist.), Frankfurt am Main 1862. MDZ Reader.
- Politisches und internationales Recht. Die Elsass-Lothringische Frage. Bericht an die Friedens- und Freiheits-Liga auf deren Lausanner-Kongreß erstattet am 29. September 1871. Fiala, Bern 1871.